# Barbara Wagner
Barbara Wagner (n. 5 mai 1938, Toronto, Ontario, Canada) este o patinatoare artistică ce a reprezentat Canada, medaliată olimpică. A participat la 2 ediții ale Jocurilor Olimpice (1956, 1960) în care a câștigat o medalie de aur.